# Sepang Kelod
Sepang Kelod is een bestuurslaag in het regentschap Buleleng van de provincie Bali, Indonesië. Sepang Kelod telt 3236 inwoners (volkstelling 2010).